# 奥布鲁切夫区
奥布鲁切夫区（俄語：Обручевский район）是莫斯科西南行政区的一区，面积6.11平方公里，人口87,258人。它以同名的奥布鲁切夫街命名，而街的名字则是为了纪念苏联地质学家弗拉基米尔·奥布鲁切夫。新稠李站、卡卢加站、沃龙佐沃站、革新家站和人民友谊大学站位于该区内。